# Teorie del complotto sull'attentato al World Trade Center dell'11 settembre 2001
Le teorie del complotto sull'attentato al World Trade Center dell'11 settembre 2001 sono una serie di ipotesi complottiste che sostengono che gli attentati dell'11 settembre 2001 siano da imputare a soggetti diversi dal terrorismo islamico.

## Il dibattito
Dopo l'11 settembre sono stati pubblicati diversi saggi, articoli e documentari di matrice complottista, spesso con fini commerciali, in merito a ipotetiche incongruenze nella ricostruzione tecnica e giudiziaria dei fatti, ivi compresa la dinamica esatta che ha condotto al crollo delle due Torri gemelle.
La tesi cospirazionista del presunto coinvolgimento "israeliano", o comunque sostenente il fatto che alcuni israeliani che lavoravano presso il World Trade Center fossero stati preventivamente avvertiti degli attentati, è stata spesso sostenuta da gruppi o singoli autori conosciuti per il loro antisionismo ed è stata poi ampiamente sconfessata e dimostrata falsa.
Per quanto riguarda il complesso del World Trade Center, la principale ipotesi complottista sostiene che il crollo delle torri non sarebbe stato causato dallo schianto degli aerei né dall'incendio che ne seguì, ma da una serie di esplosivi posti nelle colonne portanti, esattamente come in una demolizione controllata. Altri, nel fare ironico si spingono ad ipotizzare l'utilizzo di "fasci di energia" che avrebbero polverizzato gli elementi strutturali.

Schema planimetrico dell'impatto contro le Torri Gemelle

## Contestazioni complottiste al rapporto NIST
Il rapporto tecnico del National Institute of Standards and Technology, che afferma che le Torri Gemelle sono crollate a causa dell'incendio determinato dallo scontro con i due aerei, è stato oggetto di contestazioni da parte di chi sostiene le tesi complottistiche; in particolare:
- La tesi che il World Trade Center non sarebbe potuto crollare a causa degli incendi ma sarebbe stato invece demolito per mezzo di una demolizione controllata.[4] Infatti, nella maggior parte dei video delle Torri Gemelle, si notano "sbuffi" di fumo che secondo i complottisti ricorderebbero i tipici "squibs" visibili nelle demolizioni controllate. Secondo gli esperti di demolizione, invece, tali sbuffi sono il risultato della fuoriuscita dell'aria, compressa dal crollo dei piani superiori dell'edificio, sfogatasi attraverso il vano degli ascensori verso i piani più bassi. Inoltre, l'ipotesi per cui dei presunti complottatori avrebbero dovuto e potuto nascondere in decine di piani diversi di uno dei più grandi ed affollati grattacieli del mondo enormi quantità di esplosivi, senza lasciare tracce e con il solo scopo di attivarle contemporaneamente al momento del crollo senza che questi vengano innescati dall'impatto con aerei precedentemente dirottati e lanciati contro il WTC o dai successivi incendi, rappresenta un piano operativo di incomprensibile e probabile inutile complessità tecnica dal momento che l'obiettivo terroristico era già raggiunto con il dirottamento degli aerei e con il loro schianto sui due edifici.

In sostanza lo stato americano avrebbe voluto che le torri crollassero per uno o più motivi alquanto sconosciuti.
- La tesi secondo cui la temperatura necessaria alla completa fusione delle travi portanti in acciaio non sarebbe stata sufficiente (800 gradi Celsius indicati nei resoconti ufficiali contro i 1500 necessari per la fusione dell'acciaio). In realtà i dettagliati rapporti del NIST non parlano mai di "fusione delle travi portanti", bensì di "indebolimento della struttura", con conseguente incapacità di reggere il carico statico sovrastante. Tale indebolimento avviene infatti a temperature molto più basse della fusione (tra i 250 ed i 500°), tanto che a circa 800°, temperatura effettivamente raggiunta nel WTC[7], la tenuta meccanica di carico dell'acciaio risulta ridotta dell'80-90%, rendendo inevitabile il collasso della struttura. A tal proposito è bene ricordare che la letteratura in materia di incendi avverte molto chiaramente che le strutture in acciaio, specie se non adeguatamente coibentate, tendono ad indebolirsi e a crollare già alle temperature facilmente raggiunte in un qualsiasi incendio domestico. Paradossalmente, sotto quest'aspetto, una struttura in acciaio è molto più vulnerabile al fuoco di una in legno, poiché il legno è, sì, combustibile, ma impiega molto tempo prima di consumarsi al punto di cedere. Per questo motivo è necessario proteggere adeguatamente dal calore degli incendi la struttura portante in acciaio, utilizzando delle protezioni passive, come venne fatto anche nel caso del World Trade Center[8], protezione strappata e divelta però dall'impatto dei due velivoli.
- La presunta incongruenza in merito al fatto che nei piani degli edifici in cui erano stati raggiunti gli 800° di temperatura fossero presenti dei pompieri e che dagli ultimi resoconti radio prima del crollo non risulterebbe che in quei luoghi vi fossero realmente 800°. Da indagini successive si è però scoperto come gli incendi non abbiano coperto l'intera planimetria di ogni piano, lasciando percorribili alcuni corridoi. Sfruttando proprio uno di questi passaggi alcune persone che si trovavano ai piani superiori alla collisione sono riuscite a mettersi in salvo. Inoltre, i complottisti confondono calore con temperatura.
- Le principali fonti cospirazioniste ritengono poco plausibili le modalità dei crolli dei due edifici. Si sostiene che avrebbe dovuto cedere prima il lato più caldo e quindi l'edificio si sarebbe dovuto piegare lateralmente. A queste asserzioni viene però replicato che il carico statico dell'edificio era completamente verticale, e nessuna forza incideva sui suoi lati; dunque non vi è alcun motivo fisico per cui l'edificio sarebbe dovuto crollare diversamente da come è effettivamente avvenuto.

## Controversie riguardo al crollo delle Torri

Il punto d'impatto degli aerei.

Le principali argomentazioni proposte dai sostenitori della teoria del complotto (molte delle quali successivamente smentite dalle verifiche tecniche) sono le seguenti:
- I complottisti affermano che non è plausibile che i pilastri in acciaio siano fusi poiché il punto di fusione dell'acciaio supera i 1300°. Il crollo è avvenuto non solo per l'impatto meccanico degli aerei, ma anche per l'indebolimento dell'acciaio dovuto all'incendio del combustibile riversatosi dagli aerei stessi[9]. A determinare il collasso strutturale delle Torri furono quindi principalmente gli incendi che, anche se non fusero le colonne portanti (l'acciaio fonde a temperature più alte) le ammorbidirono significativamente, facendogli perdere gran parte della loro capacità di carico[10]. L'acciaio si deforma infatti già a 350 °C e si ammorbidisce già a 500 °C[11]. Secondo le perizie tecniche, la consistente dilatazione termica causata dall'elevata temperatura ha danneggiato fortemente l'equilibrio originario delle Torri (probabilmente causando una fuoriuscita dei pilastri dalle fondamenta)[12]. Dai rapporti FEMA sugli attacchi alle Torri Gemelle si evince inoltre che lo schianto aereo causò la rottura di molte delle colonne portanti degli edifici, cosicché il carico statico fu redistribuito su un numero molto inferiore di colonne.[13]
- I progettisti delle Torri avevano previsto durante il progetto la possibilità di un impatto di un aereo con esse. L'aereo su cui si basarono era il Boeing 707, all'epoca del progetto l'aereo più grande del mondo, che è poco più piccolo del Boeing 767, il tipo di aereo che impattò con le Torri. Gli architetti avevano calcolato che la struttura doveva resistere all'impatto di un aereo che volasse alla velocità di 600 miglia orarie (965 km/h)[14]. In ogni caso, gli edifici in effetti resistettero allo schianto (la forza dell'impatto dell'aereo e quella delle esplosioni venne completamente assorbita dalla struttura, che tornò in perfetto equilibrio dopo pochi secondi). Anche se i complottisti ipotizzano che sarebbe difficile pensare che l'architetto non avesse previsto l'incendio che si sarebbe scatenato appena dopo l'impatto, lo stesso Eager[15] sottolinea come nella progettazione di nessun edificio del mondo vengano inserite misure in grado di garantire la stabilità strutturale per più di due-tre ore, in caso di un incendio di straordinarie proporzioni (esattamente come avvenuto).
- Seppure l'impatto e l'energia liberata dalle esplosioni degli aerei fossero stati sufficienti a produrre il crollo delle due Torri, secondo i sostenitori della teoria del complotto rimarrebbe difficile spiegare le ragioni del crollo di un terzo edificio (il World Trade Center 7) di 47 piani, che non fu colpito da alcun aereo ma solamente da detriti provenienti dalle Torri. Il World Trade Center 7 fu colpito dalle macerie della Torre Nord ma a causare il crollo furono gli incendi che si erano innescati e che bruciarono per quasi sette ore causando la dilatazione termica dell'acciaio strutturale e il conseguente cedimento della colonna primaria e del successivo collasso dell'edificio[16].
- Secondo altre ipotesi, gli incendi furono di durata troppo breve per indebolire una massa d'acciaio come quella delle Torri, peraltro a non più di 700 °C. In merito a questo problema, l'immagine della Torre sud[17] mostra come l'incendio fosse particolarmente circoscritto e in via di esaurimento. E tuttavia, essa crollò prima della Torre nord, che bruciava più intensamente. Tecnicamente, è però corretto sottolineare che - come indicato in precedenza - un normale incendio di appartamento supera i 1000° centigradi, temperatura alla quale l'acciaio, soprattutto se privato delle protezioni antincendio (devastate dall'impatto con l'aereo) ([18]), perde l'80/90% della sua capacità di tenuta anche senza arrivare al punto di fusione.

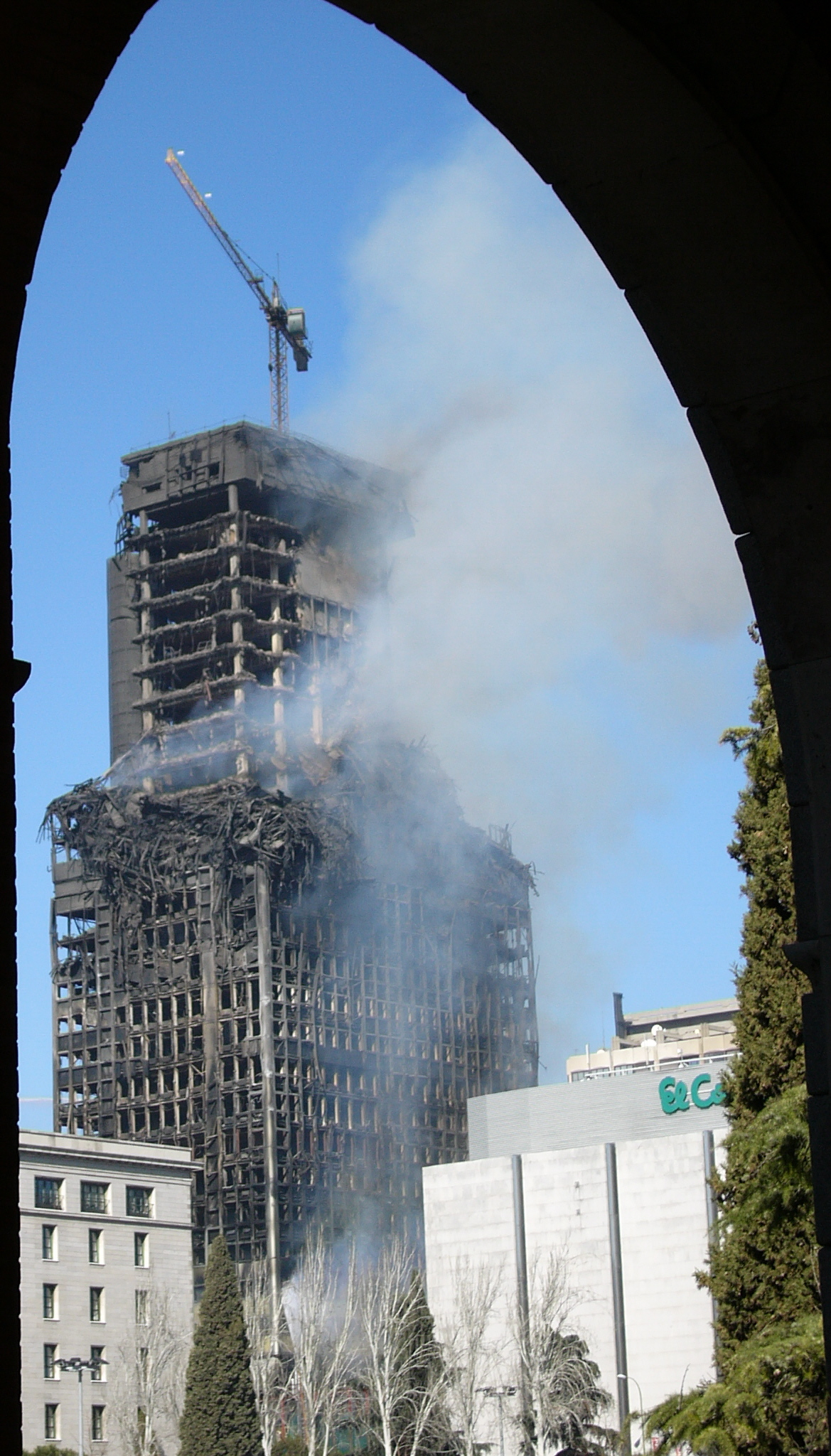
La Torre Windsor dopo un incendio durato 24 ore

- In una relazione della FEMA del 1991 si legge che un incendio in un grattacielo di Philadelphia (il One Meridian Plaza) aveva generato fiamme così estese che «le travi maestre e quelle secondarie si erano piegate e contorte (...) ma (...) nonostante le straordinarie proporzioni del fenomeno, i pilastri avevano continuato a sostenere il carico senza riportare danni evidenti»[19]. Rispetto a questo evento una differenza importante è data dalla dinamica: l'impatto dell'aereo ha infatti distrutto alcune colonne, questo unitamente all'incendio ha fatto crollare le Torri[13]. Altro confronto è quello con la Torre Windsor a Madrid che è in ogni caso poco utile poiché, oltre ad essere più piccola, essa poteva contare su un nucleo centrale e alcuni piani interamente in cemento[20] mentre la struttura del WTC era in solo acciaio. Inoltre le dinamiche dell'incidente furono completamente diverse[21]. Nel caso specifico dell'incendio della Torre Windsor, poi, l'indagine approfondita degli effetti dell'incendio sulla struttura in cemento armato ha evidenziato i serissimi danni da essa riportati, che imposero l'abbattimento della costruzione, mentre la struttura portante in acciaio dei piani superiori crollò completamente e quindi l'esempio dell'incendio della Torre Windsor è esattamente l'opposto di ciò che sostengono i complottisti: la struttura in acciaio della Torre di Madrid è crollata per effetto del solo incendio, come verificabile dalle immagini fatte durante il sopralluogo tecnico delle autorità spagnole ([22]). Analoghe riflessioni in merito alla diversità delle strutture e delle dinamiche possono essere svolte in relazione ad altri incendi in altri edifici:
  - la Caracas Tower (2004) - che bruciò 17 ore su 26 piani. La struttura però era prevalentemente in cemento armato[23]
  - First Interstate Bank (1988) - che bruciò 3 ore e 1/2 su 4 dei 64 piani.
  - 1 New York Plaza (1970) - che bruciò per più di 6 ore.

Al di là dei singoli casi citati tutte le affermazioni dei complottisti sono state ripetutamente smentite, con fonti precise.

## Gli argomenti dei teorici del complotto
I sostenitori della teoria del complotto hanno definito alcuni aspetti dell'evento come "problematici"; molte delle loro osservazioni, che si riportano di seguito a mero titolo storico-descrittivo, sono state evidenziate come errate dalle indagini tecniche successive (ad esempio, quelle del NIST).

Schema di una delle Torri Gemelle

- La FEMA parla di «crollo consecutivo dei solai, perpendicolarmente gli uni sugli altri»,[19] ma:
  - In ogni solaio del centinaio di piani dei due edifici avrebbero dovuto "sbriciolarsi" centinaia di travi d'acciaio collegate ai 283 pilastri
  - Le Torri, secondo i complottisti, crollarono nel giro di 10 secondi: per 400 metri d'altezza, ciò equivarrebbe a un volo in caduta libera, senza nessuna resistenza - neppure di un secondo - da parte degli 80 piani sottostanti alla zona incendiata (quasi un cedimento istantaneo di tutti i solai contemporaneamente). Queste affermazioni, mai provate da parte dei sostenitori delle teorie del complotto, sono viziate dal fatto che il tempo di caduta viene calcolato basandosi sul momento in cui i primi detriti toccano il suolo, e non gli edifici nella loro interezza[25].
  - Il crollo delle Torri è stato totale lasciando un cumulo di macerie sbriciolate alto pochi piani: «Perché la parte inferiore di quei massicci pilastri centrali non rimase in piedi dopo il crollo? Se è vero, come si sostiene ufficialmente, che i danni maggiori furono causati dagli impatti e dagli incendi ai piani superiori, e di conseguenza i solai caddero schiacciandosi gli uni sopra gli altri, allora ci si aspetterebbe anche che i massicci pilastri d'acciaio del nucleo centrale fossero rimasti in piedi quantomeno per 20 o 30 piani della parte inferiore» (Peter Meyer), come infatti avvenne nella pratica generando delle vere e proprie "guglie" che resistettero alcuni secondi dopo il crollo[26]
- «[Il crollo] diventa comprensibile se le basi dei pilastri d'acciaio furono fatte saltare con esplosivi collocati al livello delle fondazioni. Con le basi ridotte in polvere e i pilastri d'acciaio centrali spezzati da esplosioni causate in più punti lungo le Torri Gemelle, i solai superiori persero l'appoggio e crollarono al suolo in circa dieci secondi» (Peter Meyer, cit.). L'analisi delle registrazioni dei crolli, tuttavia rende evidente come i medesimi si svilupparono a partire dai piani interessati da impatti ed incendi verso il basso e non viceversa[27].
- «In entrambi i casi gli incendi all'interno degli edifici si placarono dopo poco tempo, sprigionando soltanto fumo nero e caliginoso. Se le Torri Gemelle furono abbattute di proposito, con l'intenzione di attribuire la causa del crollo agli incendi (...) allora l'ultimo istante utile per farle cadere sarebbe stato proprio quello in cui le fiamme si stavano estinguendo. Poiché l'incendio della Torre sud è stato provocato dalla combustione di una quantità minore di carburante rispetto a quello della Torre nord, le fiamme dell'edificio sud cominciarono a spegnersi prima. Quindi, chi controllava la demolizione fu costretto a far crollare l'edificio sud prima di quello nord»[27]
- «Ai miei occhi, il problema in assoluto più evidente riguarda la fonte dell'enorme quantità di polvere sottilissima che abbiamo visto generarsi durante il crollo (...). Che cosa ha prodotto l'energia necessaria a trasformare tutto quel cemento in polvere? (...) Poiché l'accelerazione di gravità durante il crollo dovrebbe essere al massimo di 9,8 m al secondo quadrato, all'inizio tutto si muove lentamente (...). È assai difficile immaginare un meccanismo fisico che generi tanta polvere quando delle lastre di cemento battono le une contro le altre a una velocità di 35 o 45 km all'ora»[28]
- «All'incirca 100.000 t di cemento per ciascuna Torre si trasformarono in cipria. Questo richiede un mucchio di energia»[29]
- «Per ridurre il cemento a una polvere sottile come cipria bisogna impiegare dell'esplosivo»[29]
- «Quasi ogni pezzo di entrambe le Torri era spezzato nei punti di giunzione»[29]
- La rivista specializzata Fire Engineering collegata al corpo dei vigili del fuoco di New York, e ingegneri della protezione civile, hanno sostenuto che «i danni strutturali provocati dagli aerei e dalla combustione del carburante, avvenuta per esplosione, non furono sufficienti a far crollare le due Torri»[30]
- Steven Jones, ex professore di Fisica alla Brigham Young University, sostiene che i crolli siano stati provocati utilizzando della termite, una miscela pirotecnica di alluminio e ossido di ferro, applicata alle colonne portanti delle due strutture per indebolirle senza provocare vere e proprie esplosioni[31]. A una semplice analisi questa teoria risulta estremamente complessa da praticare in quanto richiederebbe enormi quantità di termite e vistosi crogioli[32][33]. A seguito di queste affermazioni la BYU ha preso le distanze da Jones e lo ha posto in prepensionamento anticipato[34].

Un articolo su Bentham Open Access firmato dallo stesso Jones insieme a Niels H. Harrit e altri sette autori sostiene che tra le macerie siano state trovate tracce di una sostanza chiamata "nano-termite" o "super-termite", una versione militare della termite, rivelatasi poi la copertura antiruggine applicata in fase di posa degli elementi in acciaio.
Nel settembre 2015 l'associazione no-profit "AE 9/11" (Architects & Engineers for 9/11 Truth= Architetti e ingegneri per la verità sull'11 settembre), collaboratrice con il movimento cospirazionista "9/11 Truth movement", ha presentato un dossier di 56 pagine "Beyond Misinformation" e una petizione firmata da, secondo l'associazione, 2 403 tra ingegneri e architetti, hanno condotto una decennale ricerca sugli attentati dell'11 settembre 2001, proponendo l'ipotesi che le torri gemelle siano state fatte cadere con degli esplosivi. All'operazione autoprodotta di AE 9/11 ha risposto il professore di ingegneria civile e scienza dei materiali alla Northwestern University in Illinois, Zdenek Bazant con un'analisi delle argomentazioni a sfavore della tesi di AE 9/11 e con un rimando alle passate pubblicazioni scientifiche riguardo al crollo delle torri.

## I detriti delle Torri
Alcuni circa i detriti delle torri hanno avanzato ipotesi che porterebbero a pensare ad un attentato con esplosivi; a sostegno si addurebbero argomenti come:

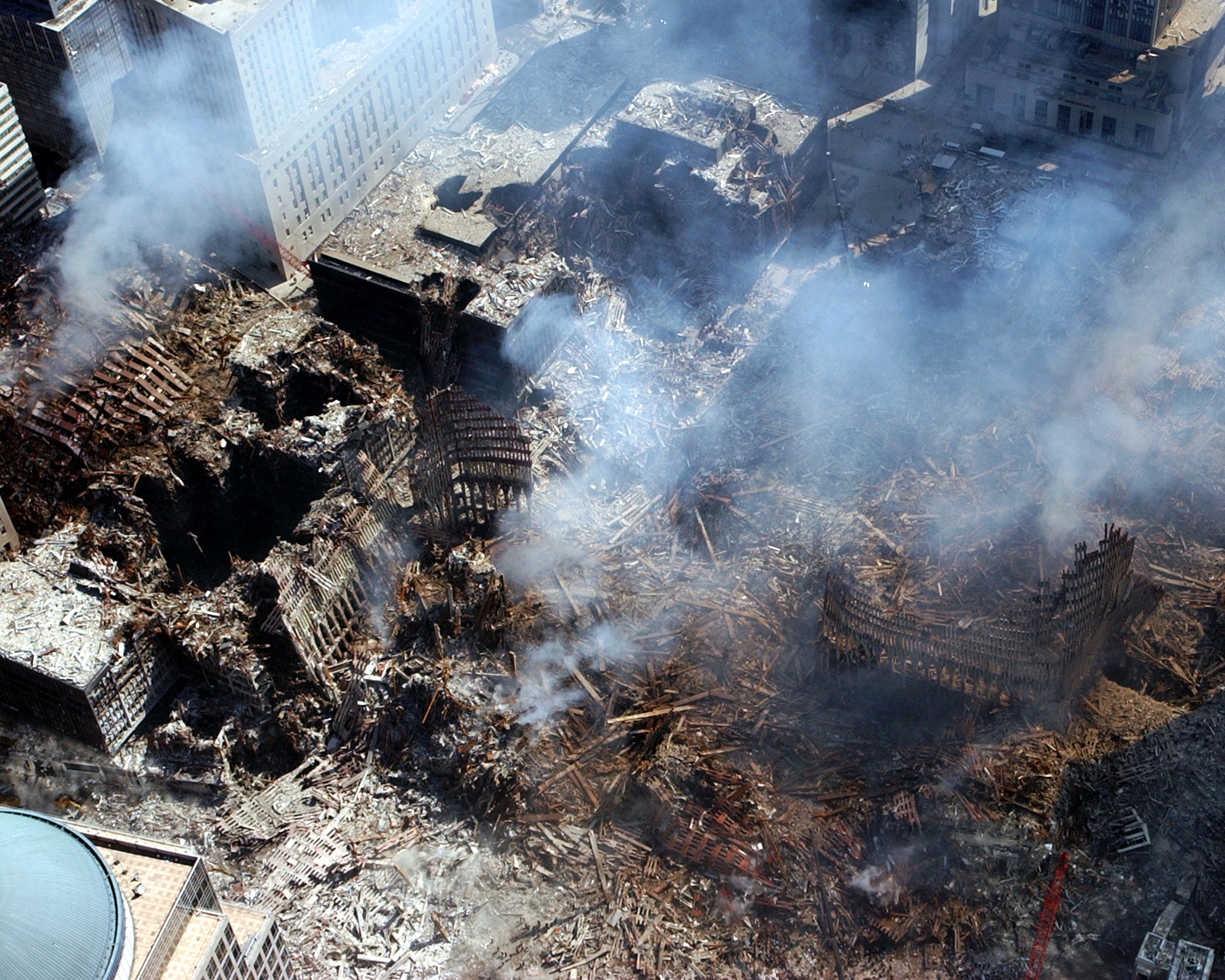
Ground zero

- «Per provare che i pilastri d'acciaio delle Torri Gemelle furono fatti saltare con esplosivi, bisognerebbe averne esaminato i frammenti rimasti fra le macerie, per vedere se vi fossero tracce di quello che gli esperti di metallurgia chiamano "accoppiamento". Ma i detriti del WTC furono rimossi il prima possibile, senza che fosse possibile sottoporli a perizia legale[42] (...). Le oltre 250.000 tonnellate d'acciaio provenienti dalle Torri Gemelle furono vendute quasi completamente ai commercianti di rottame di New York, e quindi caricate a tempo di record su navi dirette in Cina e Corea, rimuovendo così qualsiasi prova» (P. Meyer, cit.)
- Resoconti giornalistici ricordano che l'acciaio è stato invece esaminato. Il documento scritto in proposito dagli esperti che hanno analizzato il metallo delle Torri è liberamente scaricabile[43]. Le decine di migliaia di tonnellate d'acciaio delle Torri Gemelle non furono immediatamente vendute per essere riciclate, ma in gran parte conservate nella discarica di Staten Island. In proposito una trave d'acciaio alta dieci metri appartenente alla Torre sud è stata rimossa soltanto il 29 maggio 2002; è stata poi trasportata in un magazzino per essere trasformata in un monumento alla memoria[44]. Altri pezzi, durante il 2003, furono raccolti dalla discarica e trasportati via mare in un cantiere navale, per essere utilizzati nella costruzione della prua di una nave da guerra per la Marina americana; altri ancora furono venduti all'India che li utilizzò per progetti edili[45].
- I lavori per la rimozione delle macerie sono terminati soltanto otto mesi dopo il crollo delle Torri, con la rimozione dell'ultima trave avvenuta il 29 maggio 2002: "Si trattava della trave 1.001 B della Torre 2 del World Trade Center, che ha portato il totale delle macerie rimosse dalla voragine all'incredibile cifra di 1,8 milioni di tonnellate, facendo superare le 3,1 milioni di ore di lavoro in otto mesi."[46]

Tali tesi, legate alle cosiddette "teorie del complotto", sono state criticate ed analizzate da debunker, in Italia da Paolo Attivissimo e il Gruppo Undicisettembre.

## Gli aerei dell'11 settembre
Una delle obiezioni mosse dai teorici del complotto è quella secondo la quale gli aerei avrebbero superato il VMO (Maximum operating limit speed) e anche il VNE (Never exceed speed) cioè quel limite di velocità che comprometterebbe la stessa integrità dell'aeromobile a causa del fenomeno denominato Flutter. Anche se fosse, questo non avrebbe impedito agli aeroplani di volare e di schiantarsi contro le torri, ma ne avrebbe anzi aumentato l'effetto distruttivo a causa della maggior quantità di moto. Le velocità caratteristiche VMO e VNE pubblicate dal costruttore devono ovviamente essere rispettate strettamente dai piloti che intendono volare senza danneggiare la struttura dell'aereo, ma perdono d'importanza se non si ha questa priorità.

## Filmografia
Il regista-giornalista Michael Moore ha realizzato nel 2003 il film-documentario Fahrenheit 9/11, vincitore della Palma d'oro al Festival di Cannes, nel quale ipotizza che siano stati sottovalutati alcuni rapporti della CIA che forse avrebbero potuto consentire di evitare l'attentato.